# Roman Balašov
Roman Vladimirovič Balašov (in russo Роман Владимирович Балашов?; Mosca, 9 febbraio 1977) è un pallanuotista russo.
Ha vinto una medaglia d'argento alle Olimpiadi del 2000 a Sydney e di una medaglia di bronzo alle Olimpiadi del 2004 ad Atene con la nazionale russa di pallanuoto. Con la Dinamo Mosca vinse quattro campionati russi, tre coppe di Russia e una Coppa delle Coppe.